# فيينتيان

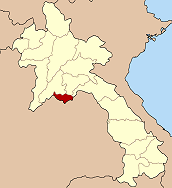
فيينتيان على الخارطة

فيينتيان هي عاصمة لاوس وأكبر مدنها. تقع على ضفاف نهر ميكونغ عند الحدود التايلاندية، وتتألف من خمسة أحياء حضرية ضمن إقليم فيينتيان، وبلغ عدد سكانها نحو 840,000 نسمة وفقًا لتعداد عام 2023. تأسست فيينتيان عاصمةً لمملكة لان سانغ عام 1563، ثم أصبحت المركز الإداري خلال الحكم الفرنسي، ولا تزال تحتفظ بمعالمها الاستعمارية إلى جانب معالم بوذية بارزة، مثل فا ذات لوانغ، الذي يُعد رمزًا وطنيًا للبوذية، وهو فرا كايو، الذي كان يضم تمثال بوذا الزمردي قبل نقله إلى تايلاند في القرن الثامن عشر.
تُعد فيينتيان المركز السياسي والاقتصادي ومركز النقل الرئيسي في لاوس، وتلعب دورًا رئيسيًا في تعزيز الترابط الإقليمي عبر مشاريع البنية التحتية، وأبرزها مشروع سكة حديد لاوس-الصين، التي تُعتبر جزءًا من مبادرة الحزام والطريق الصينية. تنتهي هذه السكة في فيينتيان بعد أن تربطها بكونمينغ في الصين، ومن المقرر أن تمتد لتتصل بشبكة السكك الحديدية التايلاندية عبر جسر ميكونغ للسكك الحديدية.

## التاريخ

### ممالك مدن دفارافاتي
في القرن السادس، تجمّعت شعوب المون في وادي نهر تشاو فرايا لتأسيس ممالك دفارافاتي. في الشمال، برزت هاريبونجيا (لامفون) كقوة منافسة. بحلول القرن الثامن، توسع المون شمالًا لإنشاء مدن-دول في فا ديت (حاليًا كالاسين، شمال شرق تايلاند)، سري غوتابورا (سيخوتابونغ) بالقرب من ثا خيك، لاوس، موانغ سوا (لوانغ برابانغ)، وشانتابوري (فيينتيان) (Chantaburi). كانت سري غوتابورا الأقوى بين هذه المدن في القرن الثامن، حيث سيطرت على التجارة في منطقة وسط نهر ميكونغ. كانت هذه المدن مرتبطة سياسيًا بشكل فضفاض لكنها متشابهة ثقافيًا، وأدخلت البوذية التيرافادية إلى المنطقة عبر بعثات سيريلانكية.

### الهيمنة الخميرية
ظهر اسم فيينتيان في نقش فيتنامي لدوق دو آنه فو (Đỗ Anh Vũ)، مؤرخ في عام 1159 خلال النزاع الخميري-الفيتنامي. يشير النقش إلى أن «فان دان» (فيينتيان)، التابعة «تشينلا» (إمبراطورية الخمير)، غزت نغي آن عام 1135، لكن الدوق تصدى للهجوم وطارد القوات الغازية حتى فو أون (Vũ Ôn)؟ (اسم غير موثق)، وعاد مع الأسرى.

### مملكة لان سانغ والحكم الاستعماري الفرنسي
في عام 1354، أسس فا نغوم مملكة لان سانغ، وأصبحت فيينتيان مدينة إدارية. أعلن الملك سيثاثيرات رسميًا في عام 1563 أنها العاصمة لتجنب الغزو البورمي.
خلال الحكم الفرنسي، شجّع الفرنسيون هجرة الفيتناميين إلى لاوس، مما أدى إلى أن يشكل الفيتناميون 53% من سكان فيينتيان عام 1943. حتى عام 1945، وضعت فرنسا خطة لنقل الفيتناميين إلى ثلاث مناطق رئيسية (سهل فيينتيان ومنطقة سافاناخت (Savannakhet) وهضبة بولافين (Bolaven))، لكن تنفيذها توقف بسبب الغزو الياباني للهند الصينية. لو نُفذت هذه الخطة، يرى مارتن ستيوارت-فوكس أن اللاويين ربما كانوا سيفقدون السيطرة على بلادهم.
خلال الحرب العالمية الثانية، سقطت فيينتيان تحت الاحتلال الياباني بقيادة ساكو ماسانوري (Sako Masanori). في 9 مارس 1946، وصل المظليون الفرنسيون وأعادوا احتلال المدينة في 24 أبريل.

### الاستقلال
مع اندلاع الحرب الأهلية اللاوية بين الحكومة الملكية اللاوية وحركة باتيت لاو (Pathet Lao)، أصبحت فيينتيان غير مستقرة. في أغسطس 1960، استولى كونغ لي (Kong Le) على العاصمة وأصر على تعيين سوفانا فوما (Souvanna Phouma) رئيسًا للوزراء. في ديسمبر، استولى فومي نوسافان (Phoumi Nosavan) على العاصمة، وأطاح بحكومة فوما، وعيّن بون أوم (Boun Oum) رئيسًا للوزراء. في عام 1975، تقدمت قوات باتيت لاو نحو المدينة، وبدأ الأمريكيون في إجلاء العاصمة. في 23 أغسطس 1975، دخلت مجموعة من 50 امرأة من باتيت لاو إلى المدينة، معلنات «تحريرها» بشكل رمزي.

## السياحة
تجذب العاصمة السياح إلى معابدها ومعالمها البوذية. من أبرز هذه المعالم «فا ذات لوانغ» (Pha That Luang)، وهو نصب ثقافي وطني في لاوس وأحد الإسطبات البوذية. بُني في الأصل عام 1566 على يد الملك سيثاثيرات، وأعيد ترميمه عام 1953. يبلغ ارتفاع الإسطبة الذهبية 45 مترًا (148 قدمًا) ويُعتقد أنها تحتوي على إحدى ذخائر بوذا.
بُني معبد «وات سي موانغ» (Wat Si Muang) على أنقاض مزار هندوسي خميري، ولا تزال بقاياه ظاهرة خلف قاعة الرسامة. شُيّد المعبد عام 1563، ويُعتقد أنه محروس بروح فتاة محلية تُدعى نانغ سي (Nang Si). تروي الأسطورة أن نانغ سي، وكانت حاملًا آنذاك، قفزت إلى موتها كقربان في اللحظة التي أُنزِل فيها العمود إلى الحفرة. أمام المعبد، يقف تمثال الملك سيسافانغ فونغ (Sisavang Vong).
يُعد نصب «باتوكساي» التذكاري، الذي بُني بين عامي 1957 و1968، معلمًا بارزًا في المدينة.
أما «منتزه بوذا»، فقد أُنشئ عام 1958 على يد لوانغ بو بونليوا سوليلات (Luang Pu Bunleua Sulilat)، ويضم مجموعة من المنحوتات البوذية والهندوسية المنتشرة بين الحدائق والأشجار. يقع المنتزه على بعد 28 كيلومترًا (17 ميلًا) جنوب فيينتيان عند حافة نهر ميكونغ.

## المناخ
يظهر الجدول التالي التغييرات المناخية على مدار السنة لفيينتيان:
| البيانات المناخية لـفيينتيان                                                                | البيانات المناخية لـفيينتيان | البيانات المناخية لـفيينتيان | البيانات المناخية لـفيينتيان | البيانات المناخية لـفيينتيان | البيانات المناخية لـفيينتيان | البيانات المناخية لـفيينتيان | البيانات المناخية لـفيينتيان | البيانات المناخية لـفيينتيان | البيانات المناخية لـفيينتيان | البيانات المناخية لـفيينتيان | البيانات المناخية لـفيينتيان | البيانات المناخية لـفيينتيان | البيانات المناخية لـفيينتيان |
| الشهر                                                                                       | يناير                        | فبراير                       | مارس                         | أبريل                        | مايو                         | يونيو                        | يوليو                        | أغسطس                        | سبتمبر                       | أكتوبر                       | نوفمبر                       | ديسمبر                       | المعدل السنوي                |
| ------------------------------------------------------------------------------------------- | ---------------------------- | ---------------------------- | ---------------------------- | ---------------------------- | ---------------------------- | ---------------------------- | ---------------------------- | ---------------------------- | ---------------------------- | ---------------------------- | ---------------------------- | ---------------------------- | ---------------------------- |
| الدرجة القصوى °م (°ف)                                                                       | 35.6 (96.1)                  | 37.8 (100.0)                 | 40.0 (104.0)                 | 41.1 (106.0)                 | 38.9 (102.0)                 | 37.8 (100.0)                 | 36.1 (97.0)                  | 37.2 (99.0)                  | 38.9 (102.0)                 | 38.9 (102.0)                 | 34.4 (93.9)                  | 33.4 (92.1)                  | 41.1 (106.0)                 |
| متوسط درجة الحرارة الكبرى °م (°ف)                                                           | 28.4 (83.1)                  | 30.3 (86.5)                  | 33.0 (91.4)                  | 34.3 (93.7)                  | 33.0 (91.4)                  | 31.9 (89.4)                  | 31.3 (88.3)                  | 30.8 (87.4)                  | 30.9 (87.6)                  | 30.8 (87.4)                  | 29.8 (85.6)                  | 28.1 (82.6)                  | 31.1 (88.0)                  |
| متوسط درجة الحرارة الصغرى °م (°ف)                                                           | 16.4 (61.5)                  | 18.5 (65.3)                  | 21.5 (70.7)                  | 23.8 (74.8)                  | 24.6 (76.3)                  | 24.9 (76.8)                  | 24.7 (76.5)                  | 24.6 (76.3)                  | 24.1 (75.4)                  | 22.9 (73.2)                  | 19.3 (66.7)                  | 16.7 (62.1)                  | 21.8 (71.2)                  |
| أدنى درجة حرارة °م (°ف)                                                                     | 0.0 (32.0)                   | 7.6 (45.7)                   | 12.1 (53.8)                  | 17.1 (62.8)                  | 20.0 (68.0)                  | 21.1 (70.0)                  | 21.2 (70.2)                  | 21.1 (70.0)                  | 21.2 (70.2)                  | 12.9 (55.2)                  | 8.9 (48.0)                   | 5.0 (41.0)                   | 0.0 (32.0)                   |
| معدل هطول الأمطار مم (إنش)                                                                  | 7.5 (0.30)                   | 13.0 (0.51)                  | 33.7 (1.33)                  | 84.9 (3.34)                  | 245.8 (9.68)                 | 279.8 (11.02)                | 272.3 (10.72)                | 334.6 (13.17)                | 297.3 (11.70)                | 78.0 (3.07)                  | 11.1 (0.44)                  | 2.5 (0.10)                   | 1٬660٫5 (65.37)              |
| متوسط الأيام الممطرة                                                                        | 1                            | 2                            | 4                            | 8                            | 15                           | 18                           | 20                           | 21                           | 17                           | 9                            | 2                            | 1                            | 118                          |
| متوسط الرطوبة النسبية (%)                                                                   | 70                           | 68                           | 66                           | 69                           | 78                           | 82                           | 82                           | 84                           | 83                           | 78                           | 72                           | 70                           | 75                           |
| ساعات سطوع الشمس الشهرية                                                                    | 254.4                        | 214.3                        | 216.8                        | 226.3                        | 207.1                        | 152.9                        | 148.6                        | 137.1                        | 137.7                        | 247.7                        | 234.3                        | 257.5                        | 2٬434٫7                      |
| المصدر #1: World Meteorological Organization, الأرصاد الجوية الألمانية (extremes 1907–1990) |                              |                              |                              |                              |                              |                              |                              |                              |                              |                              |                              |                              |                              |
| المصدر #2: NOAA (sun and humidity)                                                          |                              |                              |                              |                              |                              |                              |                              |                              |                              |                              |                              |                              |                              |

## توأمة
لفيينتيان اتفاقيات توأمة مع كل من:
- بانكوك (24 مايو 2004 - )
- شيتاغونغ
- بنوم بنه
- أورلاندو
- مدينة هو تشي منه
- شيريبون

## أعلام
- بونتانوم فونجفشانه
- سايناخونيفينغ فومابانيا
- فيساي فافوفانين
- كامبفنغ سيافوثهي
- توم تيت

## اقرأ أيضا
- شلال كوانغ سي

## وصلات خارجية
- صور للمدينة من موقع فليكر
- خريطة فينتيان
- صور فيينتيان في عام 2006